# المدرسة الوطنية للطيران المدني
المدرسة الوطنية للطيران المدني تولوز (بالفرنسية:École nationale de l'aviation civile) هي واحدة من الجامعات في هندسة الطيران في فرنسا.

## وصلات خارجية
- الموقع الرسمي (باللغتين الفرنسية والإنجليزية)